# Frank Hilton Jackson
Frank Hilton Jackson   (Kingston upon Hull, 16 d'agost de 1870 - Cookridge (Leeds), 27 d'abril de 1960) va ser un matemàtic anglès.

## Vida i obra
Jackson va fer els estudis universitaris al Peterhouse de la universitat de Cambridge en el qual es va graduar el 1889. En deixar la universitat va ser ordenat ministre de l'Església d'Anglaterra i va ser capellà d'una parròquia de Salisbury fins al 1898. Els deu anys següents, va ser instructor i capellà de la Royal Navy; durant aquest període va participar en el sufocament de la rebel·lió dels bòxers, motiu pel qual va rebre la Medalla de la Guerra de la Xina.
El 1908 va tornar al servei religiós civil, essent rector de les parròquies de Christ Church a Isle of Dogs (Londres) i de Featherstone a Yorkshire. Durant la primera guerra mundial (1914-1918) es va tornar a enrolar com instructor de l'armada i, en acabar, va tornar al servei eclesiàstic, essent rector de Chester-le-Street i canonge honorari de la catedral de Durham.
Però Jackson no és recordat pels seus serveis militars o eclesiàstics, sinó perquè, entre ells, va trobar prou temps com per publicar una quarantena d'articles matemàtics, quasi tots ells sobre funcions hipergeomètriques i sobre el que avui es coneix com a q-derivades o derivades de Jackson. A partir de l'estudi de les funcions hipergeomètriques, va introduir el concepte de q-anàleg i a partir d'ell va desenvolupar les idees de la derivació i la integració en el càlcul q. L'operador q es remunta a Euler i Heine, motiu pel qual se l'anomena operador d'Euler-Heine-Jackson.